# الحركة الكشفية والإرشادية في فلسطين

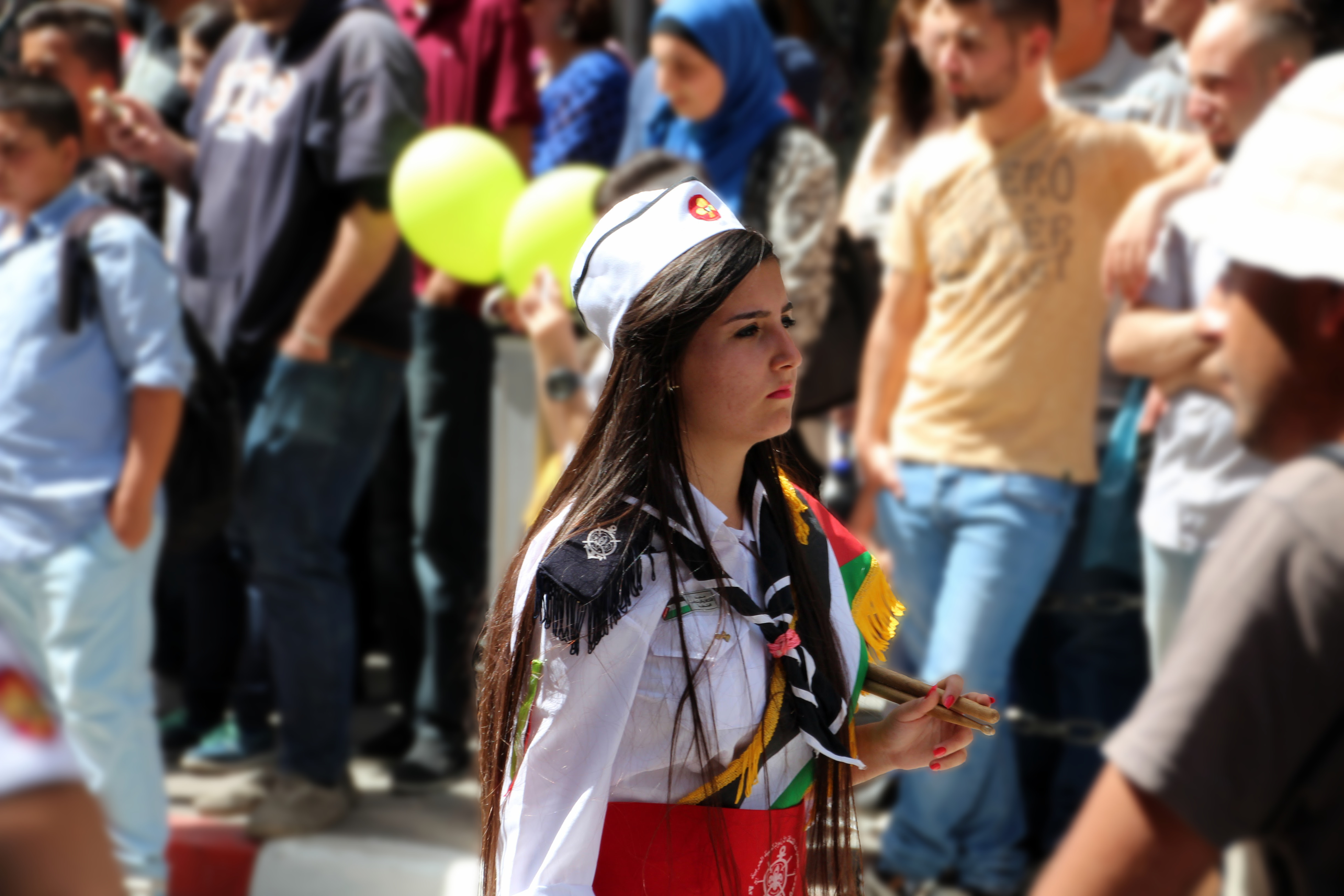
أحد عازفي الطبول الأعضاء في الجماعة الكشفية العربية الأرثوذكسية في غزة خلال موكب بمدينة رام الله في فلسطين

ظهرت الحركة الكشفية والإرشادية في فلسطين في أواخر عهد الإمبراطورية العثمانية وبالتحديد في عام 1912، أي بعد قرابة خمس سنوات فقط من تأسيس الحركة الكشفية العالمية على يد اللورد روبرت بادن باول في عام 1907.

## التاريخ

### فترة الانتداب البريطاني
تعود بدايات الحركة الكشفية والإرشادية في فلسطين إلى عام 1912 عندما أسست دائرة المعارف العامة بفلسطين الانتدابية أول فرقة كشفية في فلسطين في مدرسة سان جورج بالقدس، والتي حملت اسم فرقة القدس الأولى، ويعود الفضل في تأسيس هذه الفرقة إلى مدير المعارف العامة البريطاني السيد بورمان، والذي كان مندوبًا عامًّا للكشافة أيضًا، وقد أصدر توجيهاته بتأسيس فرق للكشافة في المدارس. وفي عام 1913 تأسست ثاني فرقة كشفية في فلسطين في مدينة حيفا، وعرفت باسم فرقة القديس لوك بحيفا، وقد تأسست هذه الفرقة سراً بعد إعلان الحرب على الدولة العثمانية، ولكنها سرعان ما انحلت بوفاة قائدها، كما لم يلبث نشاط فرقة القدس الأولى أن توقُّف عقب نشوب الحرب العالمية الأولى، ولكن في عام 1919 وبعد انتهاء الحرب، تأسست فرقة كشفية جديدة بالمدرسة الرشيدية بالقدس، ثُم تأسست في العام التالي فرقة روضة المعارف في القدس بعدما قررت حكومة الانتداب البريطاني في عام 1920 تعميم الحركة الكشفية على جميع المدارس في فلسطين. أسست كلية النجاح الوطنية في مدينة نابلس أول فرقة كشفية تابعة لها في عام 1921، ومعها توسع النشاط الكشفي وأخذ في الانتشار في مختلف مدن وبلدات فلسطين فنشأت فرق كشفية في مدن أخرى مثل حيفا ويافا والناصرة وغزة، فقد كان من الأنشطة الكشفية التي اشتهرت بها الفرقة الكشفية لكلية النجاح الوطنية القيام برحلة من مدينة نابلس إلى مدينة حيفا سيرًا على الأقدام لمسافة تزيد عن 110 كيلومتر وتستغرق نحو أربعة أيام، ثُم أقامة مخيم على سفح جبل الكرمل لمدة أسبوعاً كامل.
حظيت جمعية الكشاف الفلسطيني باعتراف عالمي لأول مرة في عام 1928، ممّا سهل مشاركة أعضاء الكشافة الفلسطينيين في عدد من مخيمات الكشافة العالمية في بريطانيا عام 1929 وفي العاصمة المجرية بودابست عام 1933. وفي 14 يوليو (تموز) عام 1935 نظمت الحركة الرياضية والكشفية في فلسطين على ملعب البصة في مدينة يافا أول مهرجان رياضي تضمن عروضاً لفرق الكشافة تستعرض أنشطتها ومشروعاتها وجهودها النضالية في مواجهة الحركة الصهيونية. جاء هذا المهرجان رداً على مهرجان المكابياد الذي نظمته الوكالة اليهودية في شهر أبريل (نيسان) عامي 1932م و1935 في مدينة تل الربيع.

### خلال الثورة العربية الكبرى
شهدت حقبة الثلاثينيّات من القرن العشرين ازدهارًا ملحوظا للحركة الكشفية في فلسطين، ومع اندلاع الثورة الكبرى في فلسطين عام 1936 شاركت العديد من الفرق الكشفية في العمل الوطني ممّا دفع حكومة الانتداب البريطاني إلى إيقاف نشاط الفرق الكشفية وملاحقة أعضاءها ومنعهم من الظهور بملابس الكشافة، وانتهت علاقة دائرة المعارف العامة منذ ذلك الحين بالفرق الكشفية الفلسطينية.
عادت المجموعات الكشفية في فلسطين تمارس نشاطًا مستقلا بدءًا من عام 1944، وقد أثمر مؤتمر الشباب الفلسطيني الأول الذي أقيم في 15 يوليو (تموز) عام 1945 عن تأسيس جمعية الكشاف العربي الفلسطيني في مدينة القدس، والتي سرعان ما نشطت ونمت وأصبح لها العديد من الفروع في مختلف المدن الفلسطينية، وتشكل مجلس أعلى لإدارة أنشطتها ترأسه فوزي محيي الدين النشاشيبي الذي كان واحدا من أبرز قادة العمل الكشفي في فلسطين منذ عام 1919 وله مؤلفات عديدة حول أنشطة الكشافة، كما تأسست في نفس العام جمعية الكشافة والمرشدات الفلسطينية، واستطاعت الجمعيتان الحصول على اعتراف رسمي من المكتب الكشفي العالمي في عام 1945، ولكن سرعان ما سُحب هذا الاعتراف في أعقاب نكبة عام 1948 ولم تحظى إحدى الجمعيات الكشفية الفلسطينية بالاعتراف الرسمي من المؤتمر الكشفي العالمي بعد ذلك سوى في عام 1996.

### فترة ما بعد النكبة
شاركت القليل من الفرق الكشفية الفلسطينية في إقامة المخيمات للاجئين والمشردين الفلسطينيين خلال نكبة عام 1948، على حين توقفت أنشطة معظم الفرق الكشفية كنتيجة لحرب عام 1948. في عام 1954 شاركت حركة الكشافة الفلسطينية في تأسيس المكتب الكشفي العربي الذي تحول بعد ذلك إلى المنظمة الكشفية العربية. ظلت جمعية الكشاف العربي الفلسطيني نشطة حتى تم حلها في عام 1964 مع قرار الحاكم العام المصري لقطاع غزة بتشكيل الهيئة العامة الفلسطينية للكشافة والمرشدات، والتي ضمت في كيان واحد كل من جمعية الكشافة البحرية، وجمعية الكشافة الجوية، وجمعية الكشافة البرية، وجمعية المرشدات. بقيت الهيئة العامة الفلسطينية للكشافة والمرشدات بمثابة الكيان الوحيد النشط الذي يمثل الحركة الكشفية في فلسطين إلى أن وقعت هزيمة عام 1967.

### ما بعد هزيمة عام 1967
في أعقاب هزيمة عام 1967 أصبحت الحركة الكشفية الفلسطينية في مدن وبلدات الضفة الغربية جزءًا من حركة الكشافة الأردنية، وأعيد تأسيس جمعية الكشاف العربي الفلسطيني، كما أعيد تأسيس جمعية الكشافة والمرشدات الفلسطينية في عام 1970 بقرار من منظمة التحرير الفلسطينية، واعتمد القانون الأساسي المنظم للجمعية خلال المؤتمر الأول للمجلس الأعلى لرعاية الشباب الفلسطيني، والذي أقيم في العاصمة اللبنانية بيروت في 25 مارس (أذار) عام 1972، ثُم عدل القانون خلال المؤتمر الثاني للمجلس الأعلى الفلسطيني للشباب والرياضة، والذي انعقد في بيروت في 15 أغسطس (آب) عام 1974، وفي 8 يوليو (تموز) عام 1978، عُدل القانون مرة أخرى خلال المؤتمر الثالث للمجلس الأعلى الفلسطيني للشباب والرياضة ببيروت. وفي عام 1983 تشكّل اتحاد الحركة الكشفية الفلسطينية بالضفة الغربية وقطاع غزة، فانضمت له معظم المجموعات الكشفية النشطة على الأراضي الفلسطينية، والتي قسمت بشكل رئيسي إلى ستة مجموعات على النحو التالي:
- مجموعة هلال القدس في مدينة القدس
- مجموعة كشافة إسلامي رام الله في مدينة رام الله
- مجموعة جمعية الشبان المسلمين في مدينة القدس
- مجموعة دير الآتين في مدينة بيت ساحور
- مجموعة شعفاط في مدينة شعفاط
- مجموعة البيرة الأولى

### ما بعد اتفاقية أوسلو
سعى المفوض الإقليمي العربي فوزي فرغلي عقب اتفاقيّة أوسلو مجددا إلى إلحاق الحركة الكشفية الفلسطينية بعضوية المنظمة الكشفية العالمية. وفي عام 1996 وافق المؤتمر الكشفي العالمي بأغلبية الأصوات خلال دورته الرابعة والثلاثين التي انعقدت في مدينة أوسلو بالنرويج على منح فلسطين عضوية المنظمة الكشفية العالمية مع منحها كامل حقوق الدول الأعضاء بالمنظمة فيما عدا الحق في التصويت. وفي 27 فبراير (شباط) عام 2016، حصلت جمعية الكشافة الفلسطينية على العضوية الكاملة مع حق التصويت في المنظمة العالمية للحركة الكشفية، كما حصلت الجمعية على شهادة الاعتراف بالعضوية الكاملة في المنظمة العالمية للحركة الكشفية خلال فعاليات الدورة الحادية والأربعين من المؤتمر الكشفي العالمي، والتي أقيمت في مدينة باكو باذربيجان في أغسطس (آب) عام 2017.

## المنظمات والمؤسسات الرسمية
تُعدّ جمعية الكشافة الفلسطينية هي الممثل الرسمي للحركة الكشفية الفلسطينية في الوقت الراهن، وتتمتع بعضوية كل من المنظمة العالمية للحركة الكشفية والجمعية العالمية للمرشدات وفتيات الكشافة. كانت جمعية الكشافة الفلسطينية هي الجمعية الكشفية العربية الوحيدة التي حصلت على شهادة دبلوما المئوية من المؤتمر الكشفي العالمي خلال دورته التاسعة والثلاثين، والتي انعقدت في البرازيل في 11 يناير (كانون الثاني) عام 2011. وإلى جانب جمعية الكشافة الفلسطينية، توجد العديد من المنظمات والجمعيات الكشفية الأخرى النشطة في فلسطين في الوقت الحالي مثل جمعية فتيان الكشافة الأمريكيين في غزة، والتي تعتبر فرعًا لجمعية الكشافة الأمريكية، التي تدعم عدة فروع ووحدات لها في جميع أنحاء العالم.
يشغل جبريل الرجوب في الوقت الحالي منصب رئيس جمعية الكشافة والمرشدات الفلسطينية، والتي يقع مقرها الدائم في في بلدة الرام التابعة لمدينة القدس.

## الإنجازات
حصلت الحركة الكشفية في فلسطين على قلادة الكشاف العربي، كما حظي الفلسطيني توفيق سالم بعضوية اللجنة الكشفية العربية.